# Єврокоди
Єврокоди (англ. Eurocodes) також Європейські кодекси, Єврокодекси) - комплект гармонізованих європейських стандартів (hEN) для розрахунку несучих конструкцій будівельних споруд і захисту конструкцій від дії вогню. Кожен стандарт окремо іменується в однині: Eurocode.
Слово Eurocode є фірмовим найменуванням, яке з точки зору словотворення представляє собою складову абревіатуру, утворену з англійських слів European+code.
Незважаючи на своє звучне найменування, Єврокоди не є будівельними кодексами. Єврокоди - це регіональні модельні (типові) стандарти, розроблені колективними зусиллями національних органів по стандартизації країн-членів Європейського Союзу. Вони не призначені для прямого застосування і повинні бути адаптовані до місцевих умов. Для цього в кожній країні, де вони застосовуються, розробляються національні додатки до Єврокодекодів, в яких вказуються параметри, специфічні для відповідної країни, а також можуть наводитися додаткові роз'яснення щодо неточностей, які виникли в зв'язку з переведенням стандарту з англійської мови на національну , особливості застосування тощо. Після адаптації, кожен Єврокодекс набуває статусу стандарту добровільного застосування (як правило, в ранзі національного стандарту). При цьому до позначення стандарту додається префікс національного органу по стандартизації; наприклад BS EN у Великій Британії, DIN EN в Німеччині, AFNOR EN у Франції і т. д.
Як і інші гармонізовані європейські стандарти, Єврокоди встановлюють єдині для всіх країн-членів Європейського Союзу технічні норми - в даному випадку, єдиний підхід до проектування несучих конструкцій будівельних об'єктів, сприяючи зниженню бар'єрів в торгівлі проектними послугами.
Гармонізацією норм забезпечується мобільність трудових ресурсів в рамках Євросоюзу, яка в разі Єврокодів виражається в можливості проектувальників ефективно і без додаткових витрат надавати свої професійні послуги в будь-якій країні Євросоюзу.
На сьогоднішній день комплект Єврокодів включає десять стандартів, кожен з яких в свою чергу ділиться на частини. Загальна кількість частин в даний час складає 58. Деякі з частин видані у формі окремих документів.

## ВУкраїні
Європейські норми євкродів були частково адаптовані та видозмінені під українські реалії після 2014 року. Зокрема усі Єврокоди в Україні реалізовані як національні стандарти, але з урахуванням національних пропозицій. 